# Microsoft Expression Web
Microsoft Expression Web（マイクロソフト エクスプレッションウェブ）は、かつてマイクロソフトが開発し提供していたWebオーサリングツールである。
Webアプリケーションデザインスイート「Microsoft Expression Studio」を構成する一つとして定義され、Expression Studioに先駆けてシングルカットされた単体商品として2007年2月16日に発売された。2012年に開発が終了し、最終版のExpression Web 4 SP2は無償化され、2012年12月20日以降は同社サイトで配布された。
2018年2月頃、サイトが閉鎖され、すべての提供が終了した。

## 機能
Web開発者などの利用を想定しており、CSSから細かくコーディングする用途に適したWebオーサリングツールである。
Web標準（W3C勧告）の枠組みであるXHTML及びCSSによるサイト構築が標準となるように作られている。直感的な操作がより行いやすくなるのはもとより、スタイルシート作成・定義が分かりやすく操作しやすいようになっている。

## FrontPage/SharePoint Designerとの違い
Microsoft FrontPageの後継のひとつに位置づけられ、ワークフロー対応のSharePointサイトの作成でITワーカーを支援するMicrosoft SharePoint Designerとは部分的にFrontPageをベースにしている点は共通するが、想定する利用者や利用シーンが異なる。

## バージョン履歴
- Expression Web
  - 2007年2月16日、単体パッケージ発売[1]
  - 2007年7月13日、Expression Studio発売[4]。構成するソフトの一つとして本製品が含まれる。
- Expression Web 2
  - 2008年7月18日、Expression Studio 2発売[5]。構成するソフトの一つとして本製品が含まれる。
- Expression Web 3
  - 2009年11月6日、Expression Studio 3発売[6]。構成するソフトの一つとして本製品が含まれる。
- Expression Web 4
  - 2010年9月3日、Expression Studio 4発売[7]。構成するソフトの一つとして本製品が含まれる。
  - 2012年12月20日、開発終了を発表。最終版となるExpression Web 4 SP2を無償公開した[2]。

### 日本における競合製品
- Adobe Dreamweaver
- Adobe GoLive
- ホームページビルダー